# موروگا بوکر
موروگا بوکر (انگلیسی: Muruga Booker؛ زادهٔ ۲۷ دسامبر ۱۹۴۲) موسیقی‌دان، نوازنده و خواننده اهل ایالات متحده آمریکا است. وی از سال ۱۹۵۸ میلادی تاکنون مشغول فعالیت بوده‌است.